# Tsinstikeptum Indian Reserve 10
Tsinstikeptum Indian Reserve 10 är ett reservat i Kanada.   Det ligger i provinsen British Columbia, i den södra delen av landet, 3 300 km väster om huvudstaden Ottawa. Tsinstikeptum Indian Reserve 10 ligger vid sjön Okanagan Lake.
Runt Tsinstikeptum Indian Reserve 10 är det i huvudsak tätbebyggt. Runt Tsinstikeptum Indian Reserve 10 är det tätbefolkat, med 493 invånare per kvadratkilometer.